# Veni, veni, Emmanuel
Veni, veni, Emmanuel es un himno cristiano de Adviento y un villancico navideño. Aunque es más conocido por su título inglés: O come, O come Emmanuel, es de hecho una traducción del original latino. En español es Ven, ven, Enmanuel. Traducciones a otras lenguas modernas (particularmente al alemán) tienen también amplia difusión . La traducción que aparece en el himnario Himnos Antiguos y Modernos de 1861 es, de lejos, la más prominente en el mundo de habla inglesa, pero hay también otras traducciones al inglés.
El himno es un paráfrasis métrica de las antífonas de Adviento, también conocidas como antífonas O, una serie de antífonas en canto llano ligadas al Magnificat, cantadas o recitadas en los oficios de Vísperas, los días previos a la Navidad, desde el 17 al 23 de diciembre.

## Origen
La letra y la música de Veni, veni, Emmanuel se han desarrollado por separado. El texto latino está documentado en Alemania en 1710, mientras que la tonada más familiar tiene sus orígenes en la Francia del siglo XV.

### De la letra
La prehistoria de las partes del texto se remonta a los orígenes de las Antífonas de Adviento, que existen, como fecha más tardía, desde el siglo octavo. Aun así, para hablar significativamente del texto del himno, sería necesario parafrasear las antífonas en forma estrófica y métrica. Entra ciertamente dentro del ámbito de lo posible que los intentos con esos versos podrían haber sido hechos bastante antes.  Sabemos, por ejemplo, que fue parafraseado ampliamente por el poeta inglés Cynewulf en un poema escrito antes del año 800. Aun así, a pesar de la imaginación popular de un origen antiguo para Veni, veni, Emmanuel,  la historia del himno solo está confirmada mucho más tarde.

### Psalteriolum Cantionum Catholicarum
Aunque Veni, veni, Emmanuel está a menudo relacionado con el siglo XII, la evidencia más temprana que sobrevive del texto del himno es de la séptima edición del Psalteriolum Cantionum Catholicarum, el cual fue publicado en Colonia en 1710. Ese himnario gozó de una gran influencia en la historia de la música de la iglesia alemana. Fue compilado por el himnógrafo jesuita Johannes Herringsdorf en 1610 y recibiendo numerosas ediciones revisadas hasta 1868, logró un impacto enorme debido a su uso en las escuelas de la Compañía de Jesús.
El texto de la versión del Psalteriolum Cantionum Catholicarum será esencialmente ampliado, más que modificado, en los siglos siguientes. Esa versión exhibe todos los atributos característicos del himno: es estrófico y métrico (en la métrica 88.88.88.88), y el orden está alterado de modo que la última de las antífonas O (La titulada O Emmanuel) es la primera estrofa del himno. Cada estrofa consta de cuatro versos, que adapta cada una de las antífonas, y un nuevo estribillo de dos versos:
Gaude, gaude! Emmanuel 

nascetur pro te, Israel.
Es decir  
Alégrate, Alégrate, Emmanuel

nacido para ti, Israel.
que proporciona una respuesta a la solicitud de la estrofa, explícitamente orientada al Adviento .
Esta primera versión del himno incluye cinco estrofas, que corresponden a cinco de las siete antífonas estándar, en el orden siguiente:
1. "Veni, veni Emmanuel!" = "Ven, ven, Enmanuel"
2. "Veni, o Iesse Virgula" = " Ven, vara de Jesé"
3. "Veni, veni, o Oriens" = "Ven, ven de Oriente"
4. "Veni, clavis Davidica" = "Ven, Llave de David"
5. "Veni, veni, Adonai" = "Ven, ven, Señor todopoderoso"[4]

### Thesaurus Hymnologicus

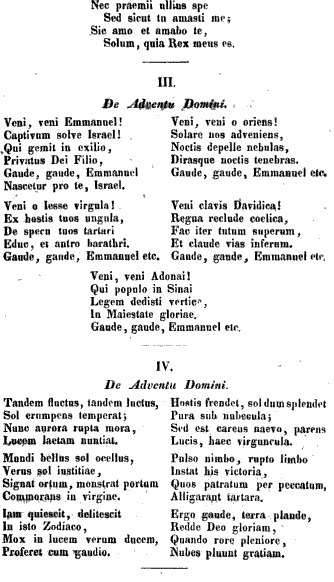
Texto de Daniel, Thesaurus Hymnologicus (1844)

En 1844, "Veni, veni Emmanuel" estuvo incluido en el segundo volumen del Thesaurus Hymnologicus, una colección monumental del himnólogo alemán Hermann Adalbert Daniel. Aunque el texto latino en esta versión no ofrecía cambios respecto del Psalteriolum Cantionum Catholicarum, el trabajo de Daniel probaría ser importante para el himno en dos maneras. Primero, el Thesaurus ayudaría a asegurar una vida continuada para la versión latina del himno incluso cuando el Psalteriolum llegó al final de su larga historia impresa. Segundo — y aún más significativo para el mundo de habla inglesa —  era que gracias al Thesaurus Hymnologicus John Mason Neale llegaría a conocer el himno. Neale publicaría la versión latina del himno en Gran Bretaña y tradujo la primera (y todavía la más importante) versión inglesa.

### Difusión del Texto
Esta versión de cinco estrofas del himno dejó sin usar dos de las Antífonas. Posiblemente por la influencia del movimiento Ceciliano en Alemania, dos estrofas nuevas — "Veni, O Sapientia" (literalmente "Ven, O Sabiduría") y "Veni, Rex Gentium" (literalmente "Ven, Rey de los Pueblos") — fueron añadidos, así como adaptadas el resto de las antífonas.  No se conoce ninguna autoría o fecha precisa para estas estrofas. Actualmente, la primera publicación conocida es en la obra de Joseph Hermann Mohr  Cantiones Sacrae de 1878, en la cual está impresa una versión latina de siete estrofas en el orden de las antífonas de Adviento (es decir con "Sapientia" como primera estrofa y "Emmanuel" en la última).

## De la Música
Porque "Veni, veni Emmanuel" es un himno cuya métrica sigue el esquema común 88.88.88.88,  es posible emparejar las palabras del himno con cualquier número de melodías. (De hecho,  es esta cualidad la que permite que las palabras inglesas y latinas se puedan intercambiar, cuando las traducciones inglesas del himno retienen la métrica del original latino.)
Aun así, al menos en el mundo de habla inglesa, "Veni, veni, Enmanuel" está asociado con una melodía más que con cualquier otra, así que a la melodía se la conoce a menudo por tonada en sí misma es a menudo por Veni Emmanuel.

### La melodíaVeni Enmanuel
La familiar melodía llamada Veni Enmanuel fue primero asociada con este himno en 1851, cuándo Thomas Helmore la publicó en el Hymnal Noted, emparejada con una revisión temprana de Neale de la traducción inglesa del texto. El volumen mencionaba la melodía como procedente  "De un misal francés en la Biblioteca Nacional, Lisboa." Aun así, Helmore no proporcionó ningún medio para verificar sus fuentes, sembrando dudas durante mucho tiempo sobre su atribución. Hubo incluso la especulación de que Helmore podría haber compuesto la melodía él mismo.
El misterio fue resuelto en 1966 por la musicóloga británica Mary Berry (también una agustiniana canóniga y notable directora coral), quién descubrió un manuscrito del siglo XV que contiene la melodía en la Biblioteca Nacional de Francia. El manuscrito consta de cantos procesionales para entierros. La melodía usada por Helmore se encuentra allí con el texto "Bone Jesu dulcis cunctis";  es parte de una serie de tropos a dos voces al responsorio Libera me.
A la vez que Berry (escribiendo bajo su nombre religioso, Madre Thomas More) señala en su artículo sobre el descubrimiento, "Si este manuscrito particular era la fuente real a qué [Helmore] se refería no podemos decirlo actualmente." (Recuerda que Hymnal Noted se refiere a Lisboa, no París, y a un misal, no a un procesional.) Berry lanzó la posibilidad de que pudiera existir "una versión incluso más antigua de" la melodía. Aun así, no hay ninguna evidencia para sugerir que esta melodía estuviera relacionada con este himno antes del himnario de Helmore; así, que las dos llegaron a estar juntas por primera vez en inglés. Empero, debido a la naturaleza de los himnos métricos, es perfectamente posible emparejar esta melodía con el texto latino; las versiones que lo hacen así también existen entre otras las de Zoltán Kodály y Jan-Åke Hillerud.
En lengua alemana, Katholische Gesangbuch der Schweiz ("El católico Himnario de Suiza") y Gesangbuch der Evangelisch-reformierten Kirchen der deutschsprachigen Schweiz ("El Himnario de las Iglesias Evangélicas Reformadas de Suiza de habla alemana"), ambos publicados en 1998, adaptan una versión del texto por Henry Bone que normalmente carece de un estribillo para utilizar con esta melodía.

### Aumentar la Hegemonía
El emparejamiento del texto del himno con la melodía  Veni Emmanuel probó ser una combinación extremadamente importante. El texto del himno fue acogido a la vez por el interés Romántico en su belleza poética y su exotismo medieval y por una preocupación, arraigada en el Movimiento de Oxford de la Iglesia de Inglaterra,  de emparejar himnos a celebraciones litúrgicas . El Hymnal Noted en qué las palabras y la tonada fueron por primera vez combinados, representó el "punto extremo" de estas influencias. Este himnario "que consiste exclusivamente de versiones de himnos latinos, diseñados para usarlos para los Oficios dentro de la Iglesia anglicana, a pesar del hecho de que dichos himnos no tuvieran ningún papel en la liturgia autorizada. La música era principalmente de canto llano," como fue el caso con el Veni Emmanuel melodía para "O Come, O Come Emmanuel",  la combinación que ha sido citada como un ejemplo de este estilo nuevo de himnodia.
"O Come, O Come Emmanuel" fue así idealmente situado para beneficiar las influencias culturales que producirían los himnos Antiguos y Modernos en 1861. Esto nuevo himnario fue un producto de las mismas fuerzas ideológicas que lo emparejaron con la melodía del Veni Emmanuel, asegurando su inclusión, pero fue también diseñado para conseguir éxito comercial más allá de cualquier fiesta eclesiástica, incorporando himnos de gran calidad para todas las tendencias ideológicas.
El volumen tuvo un éxito extraordinario; en 1895, los himnos Antiguos y Modernos eran utilizado en tres cuartas partes de las iglesias inglesas. El libro "probablemente hizo más que cualquier otra cosa para extender las ideas del Movimiento de Oxford" (que incluye la estética de "O Come, O Come Emmanuel") "tan ampliamente que muchas de ellas llegaron imperceptiblemente a una parte de la tradición de la Iglesia globalmente." Sus calidades musicales en particular "Llegaron a influir allende las fronteras de la Iglesia de Inglaterra." Es muy reflexivo de estas fuerzas culturales que la forma de "O come, O come Emmanuel" en Himnos Antiguos y Modernos es la más común en el mundo de habla inglesa

### Otras Melodías
Aunque la melodía Veni Emmanuel predomina en el mundo de habla inglesa, muchas otras han sido estrechamente asociados con el himno.
En los Estados Unidos, algunos Luteranos utilizan la melodía ST. Petersburg de Dmitry Bortniansky para "O Come, O Come, Emmanuel." Un himnario moravo de los EE. UU. da una tonada atribuida Charles Gounod
Alternar las tonadas son particularmente comunes en el mundo que habla alemán, donde el texto del himno originó, especialmente como el himno era en utilizar allí desde hace muchos años antes de que Helmore conexión de él al Veni Emmanuel tonada devenía sabido.
Una paráfrasis alemana del himno por Christoph Bernhard Verspoell — una de las primeras y de las más influyentes que surge alrededor del final del siglo XVIII y al principio del siglo XIX — está asociada con su propia melodía, la cual ha disfrutado excepcionalmente de popularidad durante mucho tiempo en la Diócesis de Münster.
Una traducción alemana más fiel por Henry Bone fue el vehículo para una melodía de JBC Schmidts' Sammlung von Kirchengesängen für katholische Gymnasien (Düsseldorf 1836), que permanece popular en los libros de canciones diocesanas alemanes y ediciones regionales del monolítico himnario Gotteslob. Esta melodía fue llevada a través del Atlántico por Johann Baptist Singenberger, donde se usa todavía en algunas comunidades católicas en los Estados Unidos.
El suplemento número 829 Gotteslob de la Archidiócesis de Colonia incluye una melodía de CF Ackens (Aachen, 1841) con la traducción de Bone. Una versión por Bone sin estribillo se relaciona generalmente con una melodía del Andernacher Gesangbuch (Colonia, 1608), pero también pueda ser utilizada con la melodía del himno medieval latino  "Conditor Alme Siderum" , demostrando la flexibilidad de la himnodia métrica.

## Letra
El texto de "O Come, O Come, Emmanuel," en todas sus diferentes versiones, es un paráfrasis métrica de las Antífonas de Adviento, así que las intrincadas alusiones teológicas del himno son esencialmente las mismas que las de las antífonas.
Una diferencia notable es que la antífona "O Radix Jesse" ("raíz" de Jesé) es generalmente dejada en métrica como "Veni, O Iesse virgula" ("brote" de Jesé). Ambas se refieren a los escritos del profeta Isaías (Isaia s 11:10 e Isaias 11:1, respectivamente), pero la vírgula del himno impide la formación del acróstico "ero cras" de las antífonas.

## Texto latino
Como dijimos anteriormente, el texto latino de "O Come, O come Emmanuel" fue mayoritariamente estable con el tiempo. En las versiones siguientes, un número al final de cada estrofa indica donde cencaja el orden de las Antífonas O  (p. ej. el primer verso, "Veni, veni Emmanuel," mantiene correspondencia con la última antífona, [7]).

### Texto Original delPsalteriolum Cantionum Catholicarum
| Latín | Castellano |
| --- | --- |
| Veni, veni Emmanuel! Captivum Solve Israel! Qui gemit in exilio, Privatus Dei Filio, Gaude, gaude, Emmanuel nascetur pro te, Israel. [7] Veni o Jesse virgula! Ex hostis tuos ungula, De specu tuos tartari Educ, et antro barathri. Gaude, gaude, Emmanuel nascetur pro te, Israel. [3] Veni, veni o oriens! Solare nos adveniens, Noctis depelle Nebulas, Dirasque noctis tenebras. Gaude, gaude, Emmanuel nascetur pro te, Israel. [5] Veni clavis Davidica! Regna reclude caelica, Fac iter Tutum superum, Et claude vias Inferum. Gaude, gaude, Emmanuel nascetur pro te, Israel. [4] Veni, veni Adonai! Qui populo in Sinai Legem dedisti vertice, In maiestate gloriae. Gaude, gaude, Emmanuel nascetur pro te, Israel. [2] | Ven, Emmanuel, Rey y legislador, redime a tu pueblo Israel, que llora desterrado aquí, hasta que venga el Hijo de Dios. Alégrate, Alégrate, Emmanuel nacido para ti, Israel. Ven vástago del tronco de Jesé, que de los pueblos eres la señal, de la maldad y de Satanás, ven a librarnos, no tardes más. Alégrate, Alégrate, Emmanuel nacido para ti, Israel. Oh, sol naciente, eterno resplandor, sol de justicia, ven a iluminar a los que están en la oscuridad; que brille en ellos tu eterna luz. Alégrate, Alégrate, Emmanuel nacido para ti, Israel. Ven llave de la casa de David, y cetro de la casa de Israel, que abres y no se cerrará, que cierras y que nadie puede abrir. Alégrate, Alégrate, Emmanuel nacido para ti, Israel. Ven, Adonai, Pastor de Israel, que te apareciste a Moisés, tu ley le diste en el Sinaí, ven a librarnos con tu poder. Alégrate, Alégrate, Emmanuel nacido para ti, Israel. |

### Estrofas adicionales deCantiones Sacrae(1878)
Veni, O Sapientia,
Quae hic disponis omnia,
Veni, viam prudentiae
Ut doceas et gloriae. [1]
Veni, Veni, Rex Gentium,
Veni, Redemptor omnium,
Ut salves tuos famulos
Peccati sibi conscios. [6]

## Versiones inglesas
John Mason Neale publicó la versión de cinco estrofas latinas, la cual presumiblemente había aprendido del Thesaurus Hymnologicus, de Daniel en su colección Hymni Ecclesiae de 1851.
En el mismo año, Neale publicó la primera traducción inglesa documentada, empezando con Come, come, Emmanuel, en Mediæval Hyms and Secuencias. Revisó esta versión para El Hymnal Noted, seguida por una revisión posterior en 1861, para los himnos Antiguos y Modernos. Esta versión, ahora con el verso inicial "O come, O come, Emmanuel," lograría la hegemonía en el mundo de habla inglesa (aparte de variaciones menores de himnario en himnario).
Thomas Alexander Lacey (1853–1931) hizo una nueva traducción (también basada en la versión de cinco estrofas) para The English Hymnal en 1906, pero tuvo escaso éxito.
Hasta llegado el siglo XX no se realizaron otras traducciones inglesas significativas que añadieran las dos estrofas adicionales. La traducción publicada por Henry Sloane Coffin en 1916 — la cual incluye solo la estrofa  O come, O come Emmanuel de Neale y las dos "nuevas" estrofas de Coffin - tuvieron amplia aceptación, con modificaciones ocasionales.
Una versión de siete estrofas aparece por primera vez en 1940, en el Himnario de la Iglesia Episcopal.
Los himnarios ingleses contemporáneos ofrecen una gama de versiones que varían de cuatro a ocho estrofas. La versión incluida en el Himnario de 1982 de la Iglesia Episcopal es típica:  hay ocho estrofas, con Emmanuel, la primera y la última. De esta versión, seis versos son de la traducción original de 1851 de Neale, nueve de la versión de los himnos Antiguos y Modernos (1861), once (incluyendo las dos estrofas suplementarias, siguiendo  a Coffin) del Himnario de 1940, y los primeros dos versos de la cuarta estrofa ("O come, thou Brach of Jesse's tree, \ free them from Satan's tyranny") son únicos de este himnario.

## Influencia musical
- Ottorino Respighi Cita la melodía en The Gift of the Magi, ("El Regalo de los Magos") en su Trittico Botticelliano (1927).
- Zoltán Kodály Escribió un trabajo coral "Adventi ének (canción de Adviento: Veni, veni Emmanuel)" en 1943 basado en la melodía y cantado mayoritariamente con letra latina o húngara.
- El Concierto da Chiesa de George Dyson (1949) utiliza el tema como base para el primer movimiento.[21]
- El compositor James MacMillan escribió un concierto de percusión, Veni, Veni, Emmanuel, basado en este villancico en 1991, estrenado durante la 1992 BBC Proms.
- Medieval Baebes interpretó la versión latina del himno en su 1997 álbum de debut  Salva Nos, y en su álbum de Navidad de 2013 Of Kins & Angels.
- Nox Arcana interpretó la versión latina del himno "Veni, Veni, Emmanuel" en su álbum Winter's Knight en 2005..
- Enya Interpretó el himno en el álbum And Winter Came... (2008)
- Loreena McKennitt Incluyó la versión latina del himno en el 2008 álbum A Midwinter Night's Dream
- La canción de U2  "White as Snow"  de la edición de 2009 de Line on the Horizon toma su tonada directamente del himno.[22]
- Una versión breve de esta canción aparece en el álbum Halford III: Winters Songs en la tercera pista.
- Punch Brothers lanzaron una versión en el álbum compilación Holidays Rule.
- La banda americana Bad Religion creó una versión punk de rock para su álbum Christmas Songs.[23]
- El compositor americano John Davison cita la melodía en el tercer movimiento de su Sonata para Trombón y Piano (1957).
- La cantante americana Whitney Houston cantó la canción en su álbum de 2003, One wish /The Holiday Album.
- Los Cantantes mesiánicos judíos Irit Iffert y Jael Kalisher lo grabaron en parte en hebreo y en parte en inglés para su álbum "Praises" (elogios).[24]
- Heimataerde, banda alemana del género electro-industrial con influencias medievales, tienen una versión este himno.[25]
- La soprano finlandesa Tarja Turunen lanzó su versión inglesa de la canción como sencillo principal de su séptimo álbum de estudio, "From Spirits and Ghosts (Score for a Dark Christmas)" (2017). Así mismo, lanzó una versión francesa en forma de bonus track.[26]